# Santa Maria di Nazareth (Velence)
A Santa Maria di Nazareth vagy Santa Maria degli Scalzi a mezítlábas karmeliták temploma az olaszországi Velencében.

## Története
A karmelita rend tagjai 1633-ban érkeztek a városba, majd egy nagy területet vásároltak a Canal Grande mellett. Erre a területre építették fel a Nazareti Szűz Mária templomot, amelyet egy, a közeli Lazzaretto Vecchio sziget templomából származó csodatévőnek tartott Szűz Mária-képnek szenteltek. A rend 1654-ben Baldassare Longhenát bízta meg a templom átépítésével és bővítésével. A templom építése harmincöt évig tartott, felszentelésére 1705-ben került sor. Longhena 1682-ben bekövetkezett halála után a templom belsejének díszítését a laikus karmelita szerzetes Giuseppe Pozzo, a homlokzat kialakítását Giuseppe Sardi felügyelte tovább.

## Leírása
Carrarai márványból készült homlokzata a velencei barokk építészet egyik legkiegyensúlyozottabb példája. A homlokzat kétszintes, a szoborfülkéket kettős korinthoszi oszlopok választják el egymástól. A fülkékben elhelyezett szobrokat Bernardino Falcone készítette. A homlokzat tetejét nagyméretű, háromszög alakú timpanon zárja le. A templom  belseje egyhajós, egymásba nyíló egymásba nyíló oldalkápolnákkal. A középső kápolnák kiemelkednek a templom oldalának síkjából, egyfajta kereszthajóként funkcionálnak, így az épület alaprajza majdnem görög kereszt alakú. A falakat színes márványlapokkal borították, egyes helyeken aranyozással díszítették. A megemelt és kupolával borított szentélyt egy monumentális boltíven keresztül lehet megközelíteni. 
A főoltár Giovanni Pozzo tervei alapján készült, legfőbb jellegzetessége nyolc színes csavart oszlopa. Az oltár mellett kétoldalt Szent Teréz és Keresztes Szent János szobrait helyezték el, mindkettő Bernardo Falcone munkája. A templom legértékesebb műkincse Tiepolo festménye a "Mária házának Loretóba repítése" az első világháború alatt 1915-ben egy bombatalálat miatt megsemmisült, néhány megmaradt töredékét jelenleg a Gallerie dell’Accademia képtárban örzik. A helyreállított mennyezetre Ettore Tito freskója került. Tiepolo két másik műve túlélte a pusztítást, a bal oldali első kápolnában a „Jézus a Gecsemáné kertben” a jobb oldali második kápolnában Szent Teréz című műve látható. A bal oldali második kápolnában állították fel az 1797 májusában elhunyt Ludovico Manin, emlékművét aki Velence utolsó dózséja volt 1789 és 1797 között.

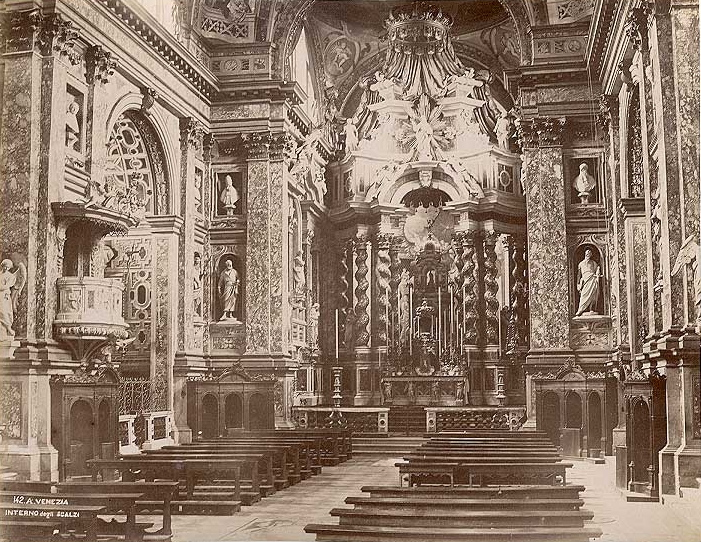
A templom belseje egy 1882 előtt készült fényképen
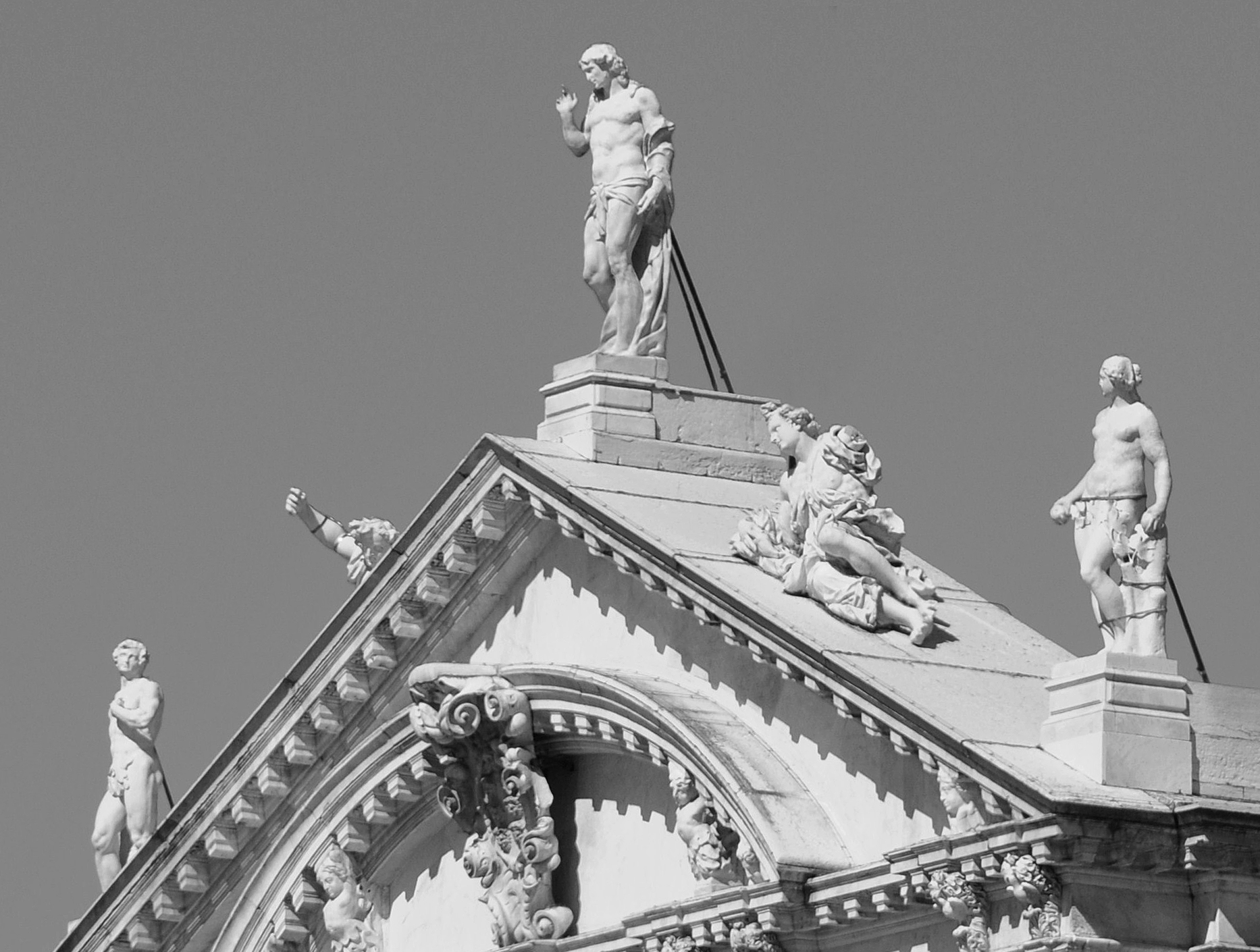
A homlokzat részlete
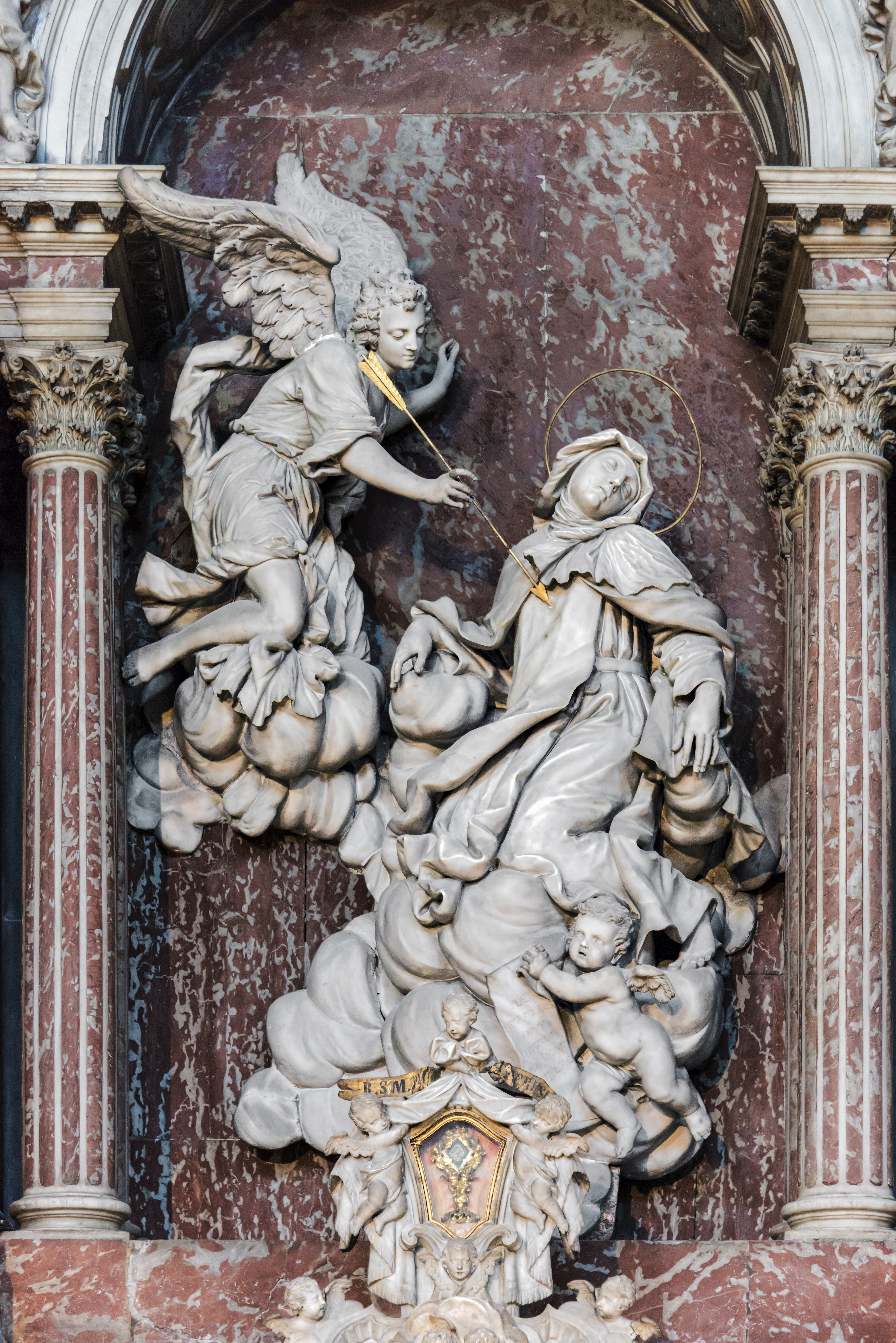
Szent Teréz Heinrich Meyring
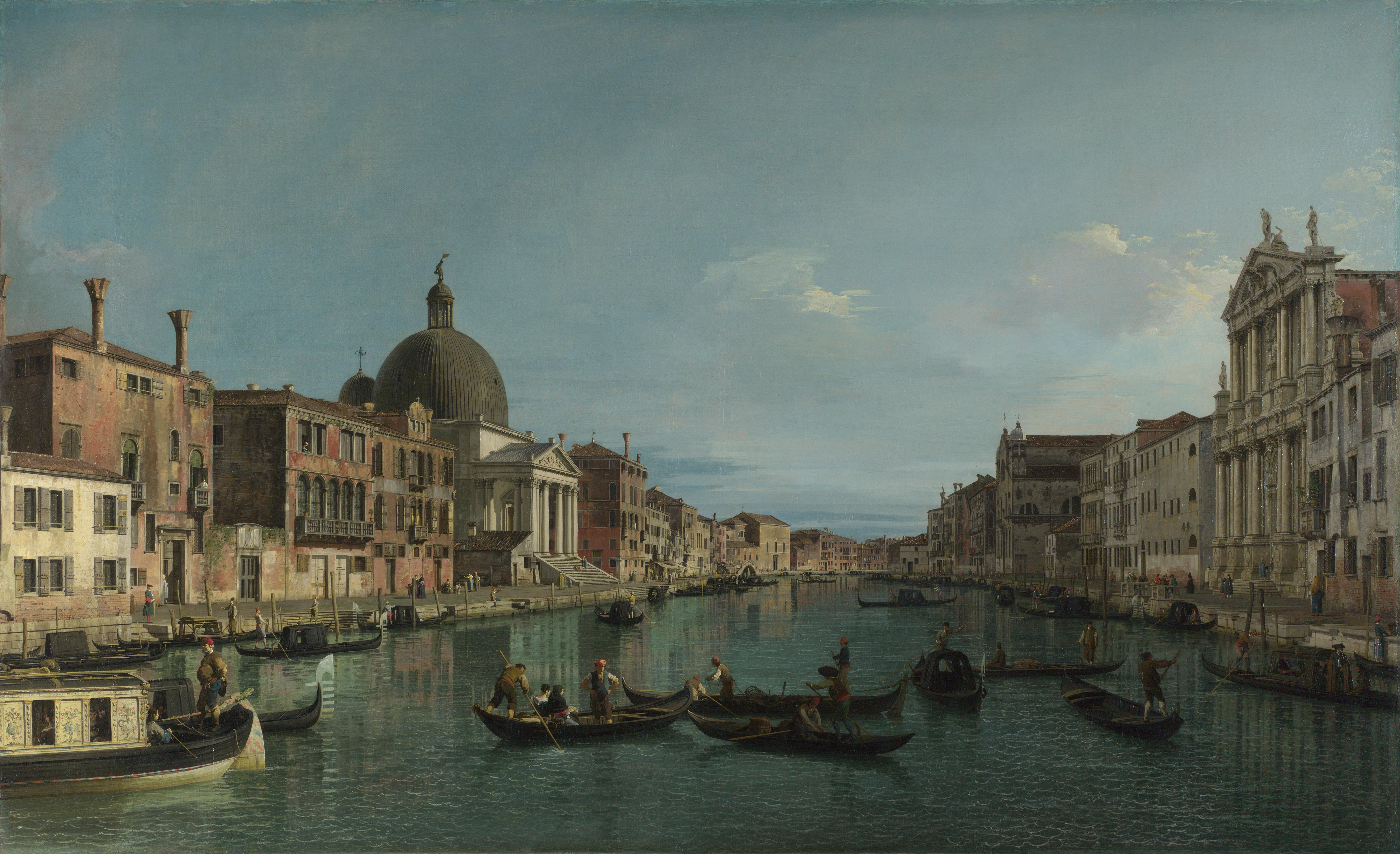
A templom és környéke Canaletto festményén